# Список об'єктів Світової спадщини ЮНЕСКО в Нігері
У списку об'єктів Світової спадщини ЮНЕСКО у Нігері налічується 3 найменування (станом на 2023 рік).
Кольорами у списку позначено:

## Список
| № | Зображення | Назва                                                                          | Місцеположення                             | Час створення | Час внесення до списку                    | №    | Критерії   |
| - | ---------- | ------------------------------------------------------------------------------ | ------------------------------------------ | ------------- | ----------------------------------------- | ---- | ---------- |
| 1 |            | Природні резервати Аїр і Тенере (англ. Aïr and Ténéré National Nature Reserve) | Нігер                                      |               | 1991 (з 1992 року перебуває під загрозою) | 573  | vii, ix, x |
| 2 |            | Комплекс В-Арлі-Пенджарі (англ. W-Arly-Pendjari Complex)                       | Нігер (спільно з Беніном та Буркіна-Фасо ) | —             | 1996 (розширено у 2017 році)              | 749  | ix, x      |
| 3 |            | Історичний центр міста Агадес (англ. Historic Centre of Agadez)                | Нігер                                      |               | 2013                                      | 1268 | ii, iii    |